# سید کورمن
سید کورمن (انگلیسی: Cid Corman; ۲۹ ژوئن ۱۹۲۴ – ۱۲ مارس ۲۰۰۴) شاعر، و مترجم اهل ایالات متحده آمریکا بود.
وی همچنین برندهٔ جوایزی همچون برنامه فولبرایت شده‌است.